# Витрук, Николай Васильевич
Николай Васильевич Витрук (4 ноября 1937 — 9 августа 2012) — советский и российский государственный деятель, юрист, судья Конституционного суда Российской Федерации в отставке. Заведующий кафедрой конституционного права Российской академии правосудия (2005—2012). Член Союза писателей России (2008).

## Биография
Родился 4 ноября 1937 года на заимке Жаровка (на территории современного Первомайского района Томской области). Русский. Отец, Витрук Василий Зиновьевич (1919—1990), работал учителем, счетоводом, бухгалтером; мать, Витрук (урождённая Жарова) Ксения Леонтьевна (1918—1988) была профессиональным охотником, токарем по дереву, работником торговли. Родители Витрука развелись в начале 50-х годов.

### Образование
С 1944 по 1954 год получал начальное среднее образование: с 1944 по 1949 год — в начальных школах деревни Линда Первомайского района Томской области, Анжеро-Судженска и Томска, до 1954 года продолжал учёбу и окончил 8-ю мужскую среднюю школы в Томске.
С 1952 года — член ВЛКСМ.
В 1959 году окончил юридический факультет Томского государственного университета им В. В. Куйбышева. Тема дипломной работы — «Сущность правовых отношений в социалистическом обществе», научный руководитель, принявший работу — доцент О. А. Жидков.

### Профессиональная деятельность
С 1959 по 1960 год — заведующий районной юридической консультацией в Томской области, заодно проходил стажировку в Томской областной коллегии адвокатов и работал адвокатом.
С 1960 по октябрь 1963 года работал на юридическом факультете Томского государственного университета, был ассистентом кафедры теории и истории государства и права. Читал курсы лекций и проводил учебные занятия по теории государства и права, по истории политических и правовых учений, по государственному праву зарубежных стран. В это же время им были опубликованы первые научные работы по вопросам формы права и конституционных прав граждан.
С июня 1962 года — член КПСС (до августа 1991 года).
С 1963 года учился в аспирантуре Киевского государственного университета, был аспирантом кафедры теории и истории государства и права юридического факультета. Будучи аспирантом, читал лекции на заочном отделении юридического факультета. 6 марта 1966 года защитил кандидатскую диссертацию по теме «Субъективные права советских граждан и их развитие в период строительства коммунистического общества». С декабря 1966 года работал ассистентом, старшим преподавателем и доцентом кафедры теории и истории государства и права Киевского государственного университета. Читал курсы лекций по теории государства и права и спецкурсу «Учение о нормах социалистического права и их реализации».
Разработал программу, читал курс лекций и вел занятия по новой учебной дисциплине «Основы правовой кибернетики». Опубликовал ряд статей по данной теме, в том числе в зарубежных изданиях (Польша, Болгария).
С 1966 по 1971 годы работал в составе делегации Украинской ССР в комиссии ООН по правам человека.
В 1971 году поступил по конкурсу в Институт государства и права АН СССР, где работал старшим научным сотрудником. Участвовал в проведении академических исследований, в написании коллективных монографий, посвященных проблемам прав человека, основ государства и права, политической системы общества. Вёл педагогическую работу в Академии общественных наук при ЦК КПСС, в Университете дружбы народов имени Патриса Лумумбы. Участвовал в создании проекта Закона СССР «О правовом положении иностранных граждан в СССР». В 1977 году являлся членом рабочих комиссий по подготовке проекта Конституции СССР и обобщению материалов его всенародного обсуждения, в 1978 году участвовал в подготовке материалов к проекту Конституции РСФСР.
27 апреля 1978 года по решению Президиума Академии наук СССР Витруку было присвоено учёное звание старшего научного сотрудника по специальности «теория и история государства и права, история политических и правовых учений», 29 декабря 1980 года решением ВАК при Совете Министров СССР была присуждена учёная степень доктора юридических наук по результатам защиты докторской диссертации «Проблемы теории правового положения личности в развитом социалистическом обществе».
С 1981 по сентябрь 1984 года работал заместителем начальника кафедры теории государства и права и конституционного права Академии МВД СССР. Читал курсы лекций и проводил занятия по теории государства и права и по конституционному праву.
С 1984 по октябрь 1991 года был начальником кафедры государственно-правовых дисциплин Высшей юридической заочной школы МВД СССР. Будучи начальником кафедры, участвовал в научных исследованиях по темам:
- «Обеспечение и охрана советской милицией конституционных прав и свобод граждан»
- «Органы общественной самодеятельности в системе Министерства внутренних дел».

Также был соавтором учебного пособия «Правовая кибернетика социалистических стран».

### Работа в Конституционном суде
30 октября 1991 года на V Съезде народных депутатов РСФСР в первом туре выборов избран судьёй Конституционного Суда РФ («за» — 593, «против» — 289). Кандидатура Витрука выдвигалась по предложению фракции «Смена — Новая политика». На первом заседании Конституционного Суда РФ был избран заместителем Председателя КС РФ.
За 1992—1993 годы высказал 4 особых мнения: по делу Антимонопольного комитета (ГКАП), по «мордовскому делу» и по заключениям КС в период конституционного кризиса.

#### Конституционный кризис
См. также: Конституционный кризис 1993 года в России
В период конституционного кризиса в марте 1993 года был одним из трех судей, которые не поддержали заключение КС о неконституционности решений и действий Ельцина, когда 20 марта Ельцин выступил по телевидению и объявил о приостановке действия Конституции и введении «особого порядка управления страной» (ОПУС). 29 мая участвовал во встрече 6 судей с Президентом.
21 сентября 1993 года был одним из тех судей Конституционного суда, кто не признал неконституционным Указ Президента РФ Бориса Ельцина N 1400 «О поэтапной конституционной реформе в РФ», по которому в нарушении статей 121. 5 и 121. 6 действовавшей конституции распускались Съезд народных депутатов и Верховный Совет РФ. Указ был признан неконституционным и стал основанием для немедленного отрешения Ельцина от должности с момента издания данного указа согласно ст. 121.6 Конституции РСФСР. 28 сентября призвал председателя Конституционного суда Зорькина уйти в отставку, назвал его действия опасными для Конституционного суда и для России, а также сообщил, что приостанавливает свою работу в заседаниях Конституционного суда до начала работы Федерального Собрания.
После отставки Зорькина 6 октября 1993 года стал по должности исполняющим обязанности Председателя Конституционного суда и оставался в этой должности до избрания 13 февраля 1995 года председателем Владимира Туманова.

#### 1994—1995
6 апреля 1994 года представлял в Государственной Думе проект нового закона о Конституционном суде. Отвечая на вопросы сказал, в частности, что КС не должен становиться пожарной командой или скорой помощью и поддержал предложение депутатов ограничить срок полномочий судей, сказав, что он был за это, но коллегиальное решение субъекта законодательной инициативы было другим. 26 апреля, при повторном представлении проекта Витрук высказался за закрепление в законе материальных гарантий деятельности Конституционного суда.
13 февраля 1995 года баллотировался на пост заместителя Председателя Конституционного суда. 14 февраля 1995 включен в состав первой палаты Конституционного суда, был членом комиссии по международным связям.

#### Особые мнения
По итогам рассмотрения «чеченского дела» летом 1995 года выступил с особым мнением, в котором расценил акты Президента как введение в Чечне особого правового режима, не предусмотренного законами.
В январе — феврале 1996 года выступил с особыми мнениями по делам об уставах Алтайского края и Читинской области, не согласившись с мнением Конституционного суда о необходимости унификации системы органов государственной власти в регионах по федеральной модели и о противоречии «парламентской» системы государственного устройства принципу разделения властей.
В 1995—1996 годах заявил 8 особых мнений. Также выступил с особыми мнениями по делам о выборах в Чувашии, об измене Родине, о колхозном дворе, о сроках ознакомления с обвинением, об отзыве депутатов Мособлдумы. По делу о чувашских выборах согласился с позицией Конституционного суда, но заявил, что КС не должен был рассматривать этот вопрос, находящийся в юрисдикции Верховного Суда Чувашии. По делу об измене Родине заявил, что вопрос не получил разрешения в Конституции и не относится к числу конституционных, а значит должен рассматриваться Конституционным Судом. Вопрос о сроках ознакомления с обвинением трактует как не нашедший разрешения в Конституции, а решение КС о том, что неконституционная норма утрачивает силу через 6 месяцев, считает противоречащим общим принципам конституционного права и закону о КС. Вопрос об отзыве депутата Мособлдумы также считал неразрешенным в Конституции РФ.
В 1997 году заявил особое мнение по «удмуртскому делу», считая конституционными большинство норм оспоренного закона, включая право вышестоящих органов власти назначать управляющих в муниципальные образования.
Являлся судьёй Конституционного суда до 30 ноября 2002 года, когда его полномочия были прекращены в связи с достижением 65-летнего возраста. Исполнял обязанности судьи до 12 февраля 2003 года.
После отставки с должности члена Конституционного суда работал заведующим кафедрой конституционного права Российской академии правосудия Верховного и Высшего Арбитражного судов Российской Федерации.
Постановлением правления Союза писателей России от 25 марта 2008 года Витрук Николай Васильевич был принят в члены Союза писателей России.
Скончался 9 августа 2012 года в Москве.
Похоронен на Домодедовском кладбище.

## Семья
С 1968 по 1988 год состоял в браке с Витрук (урождённой Наконечной) Светланой Андреевной (род. 1945). Разведён.
Дочь Елена Николаевна Витрук-Кучинская (род. 1969) училась на юридическом факультете МГУ, окончила Российский Государственный Университет правосудия, юрист, замужем, имеет сына Илью и дочь Ксению; воспитывает внучку Еву. Племянник (сын сестры Екатерины) — историк С. А. Некрылов (род. 1974).

## Награды
- Медаль «Ветеран труда» (20 октября 1984)
- памятный знак Академии МВД СССР (10 декабря 1984)
- нагрудный знак «Отличный пропагандист МВД СССР» (28 августа 1989)
- Медаль «За безупречную службу» 3 степени (8 октября 1991)
- Медаль «В память 850-летия Москвы» (26 февраля 1997)
- Медаль «В память 200-летия Минюста России» (23 сентября 2002 года)
- Почётная грамота Совета Федерации (март 2003)
- Почётная грамота Президента Российской Федерации (12 декабря 2008)[14]

## Память
- Имя присвоено кафедре конституционного права Российского государственного университета правосудия имени В. М. Лебедева.

## Монографии
- Конституционное правосудие в России (1991—2001 гг.). — М.: Городец-издат, 2001. — 508 с. — ISBN 5-9258-0040-0.
- Конституционное правосудие. — М.: Юристъ, 2005. — 527 с. — ISBN 5-7975-0801-X.
- Верность Конституции. — М.: РАП, 2008. — 272 с. — ISBN 97S-5 -93916 -1145.
- Общая теория правового положения личности. — М.: Норма, 2008. — 448 с. — ISBN 978-5-468-00162-2.
- Общая теория юридической ответственности. — М.: РАП, 2008. — 324 с. — ISBN 978-5-468-00162-2.
- Этнокультура: русско-удмуртские связи. Избранные труды. — Ижевск: Удмуртия, 2007. — 594 с. — 1000 экз. — ISBN 978-5-7659-0407-7.
- Право, демократия и личность в конституционном измерении. История, доктрина и практика. Избранные труды (1991—2012 гг.). — М.: Норма, Инфра-М, 2016.